# Bodegón con queso, pan y utensilios para beber
Bodegón con queso, pan y utensilios para beber o Bodegón con quesos, almendras y pretzels (en neerlandés: Stilleven met kazen, amandelen en krakelingen) es una pintura de la artista holandesa Clara Peeters, c. 1615. Es un bodegón, pintado al óleo sobre tabla de madera, de 34,5 centímetros × 49,5 cm. Peeters pintó su firma en el mango del cuchillo nupcial plateado. La pintura se exhibe en el museo Mauritshuis de La Haya.

## Cuadro

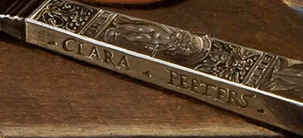
Firma de Clara Peeters en el mango del cuchillo

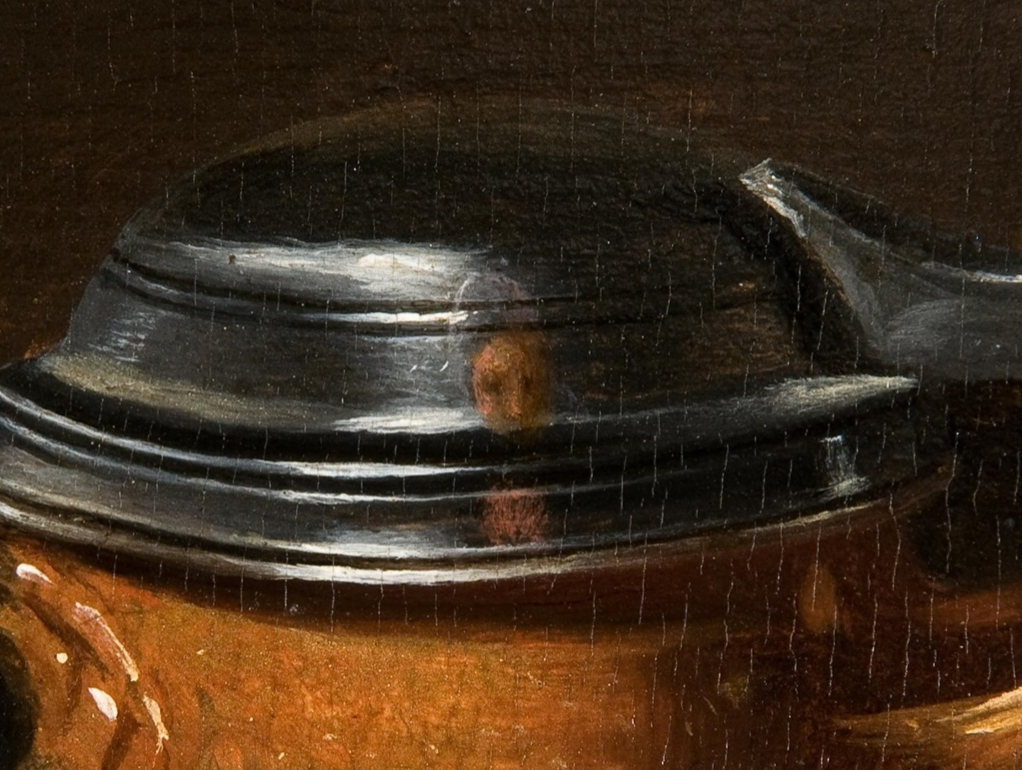
Detalle que muestra el autorretrato del artista, que lleva un sombrero blanco

Clara Peeters se especializó en naturalezas muertas con objetos hermosos, frutas deliciosas y comida costosa. Este tipo de naturaleza muerta se llama "banketje" (banquete) en holandés. El simbolismo de estas pinturas no se conoce completamente. Podría ser un estímulo a la templanza, o una referencia a La Última Cena. O simplemente podría ser una muestra de opulencia y riqueza.
En esta pintura, además de los objetos mencionados en el título, también hay rizos de mantequilla, higos y un bollo de pan. Al fondo hay una copa veneciana bañada en oro. Las almendras y los higos yacen en un plato de porcelana china Wanli. Peeters usó a menudo los objetos de esta pintura en sus naturalezas muertas.
Peeters pintó su autorretrato reflejado en la tapa de la belarmina detrás del queso. Así siguió el ejemplo de Jan van Eyck, quien pintó su autorretrato en el espejo en su Retrato de Giovanni Arnolfini y su esposa, de 1434. Peeters realizó un total de siete autorretratos, incluido este.

## Procedencia
La historia original de la pintura no se conoce. Estuvo en una colección privada en Francia desde 1920 hasta que fue subastada en el Hôtel Drouot en París en 1998. Fue comprado por Richard Green Gallery y vendido a un coleccionista privado estadounidense en el año 2000. La pintura fue adquirida por el museo Mauritshuis de La Haya en junio de 2012.

## Galería

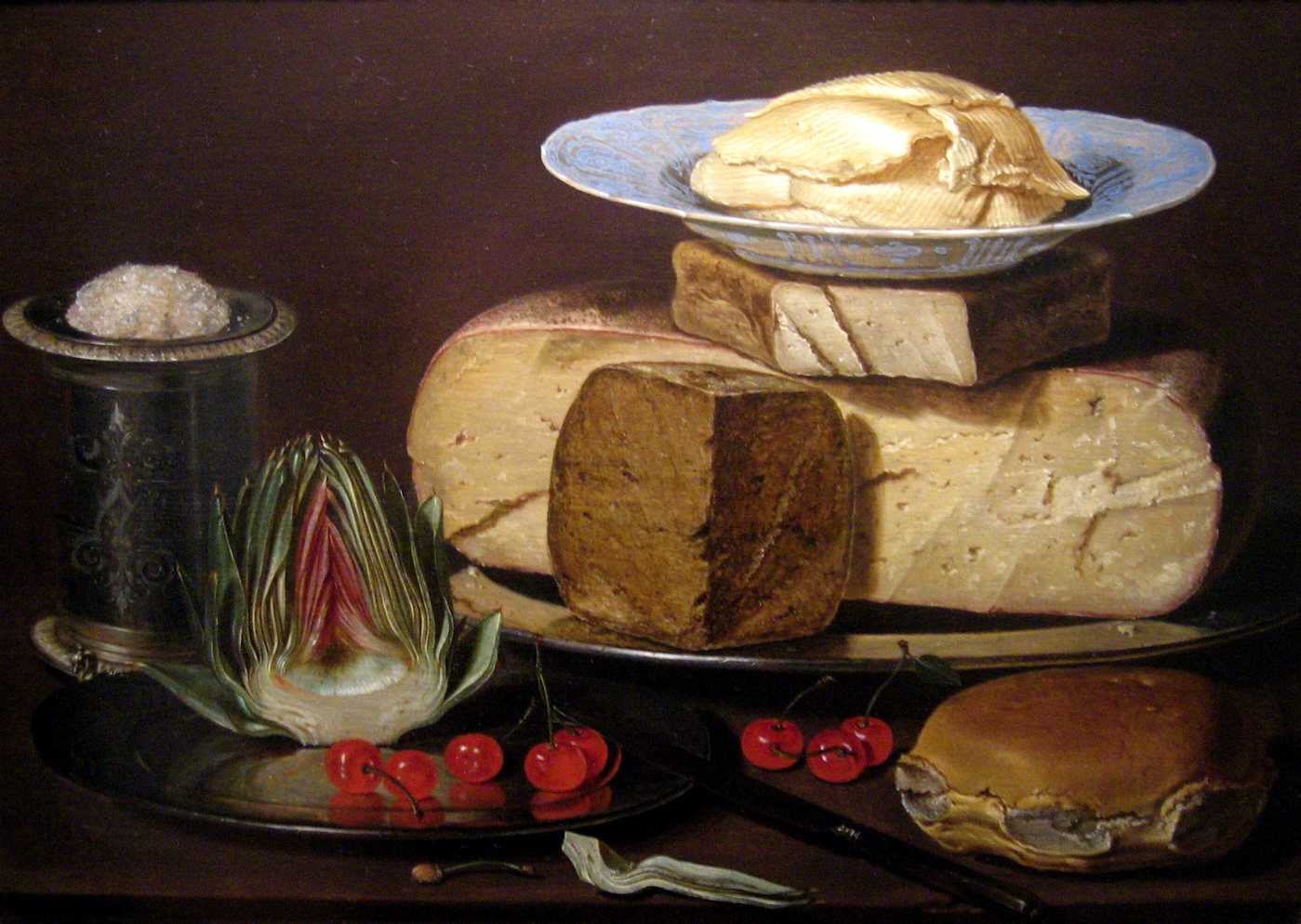
Bodegón con quesos, alcachofa y cerezas muestra el mismo plato de porcelana, ahora colocado debajo de los rizos de mantequilla.
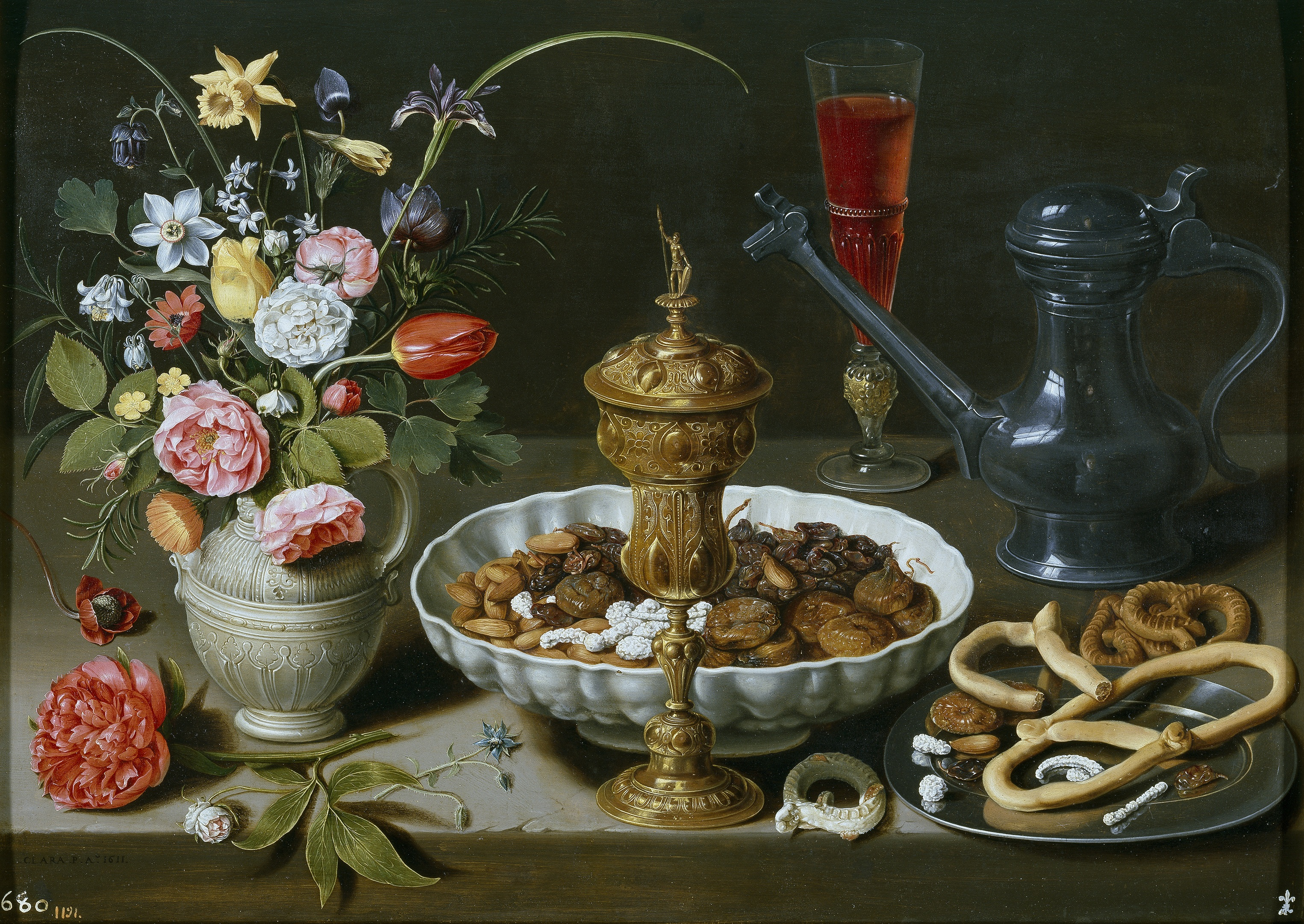
Bodegón con flores, copa de plata dorada, almendras, frutos secos, dulces, panecillos, vino y jarra de peltre muestra vidrio veneciano similar e higos. Alguien le ha dado un mordisco a uno de los pretzels.
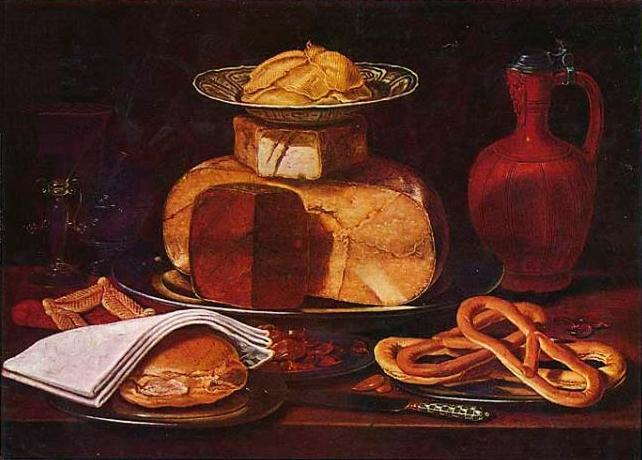
Bodegón con una posición similar del plato, la mantequilla se encrespa sobre el queso
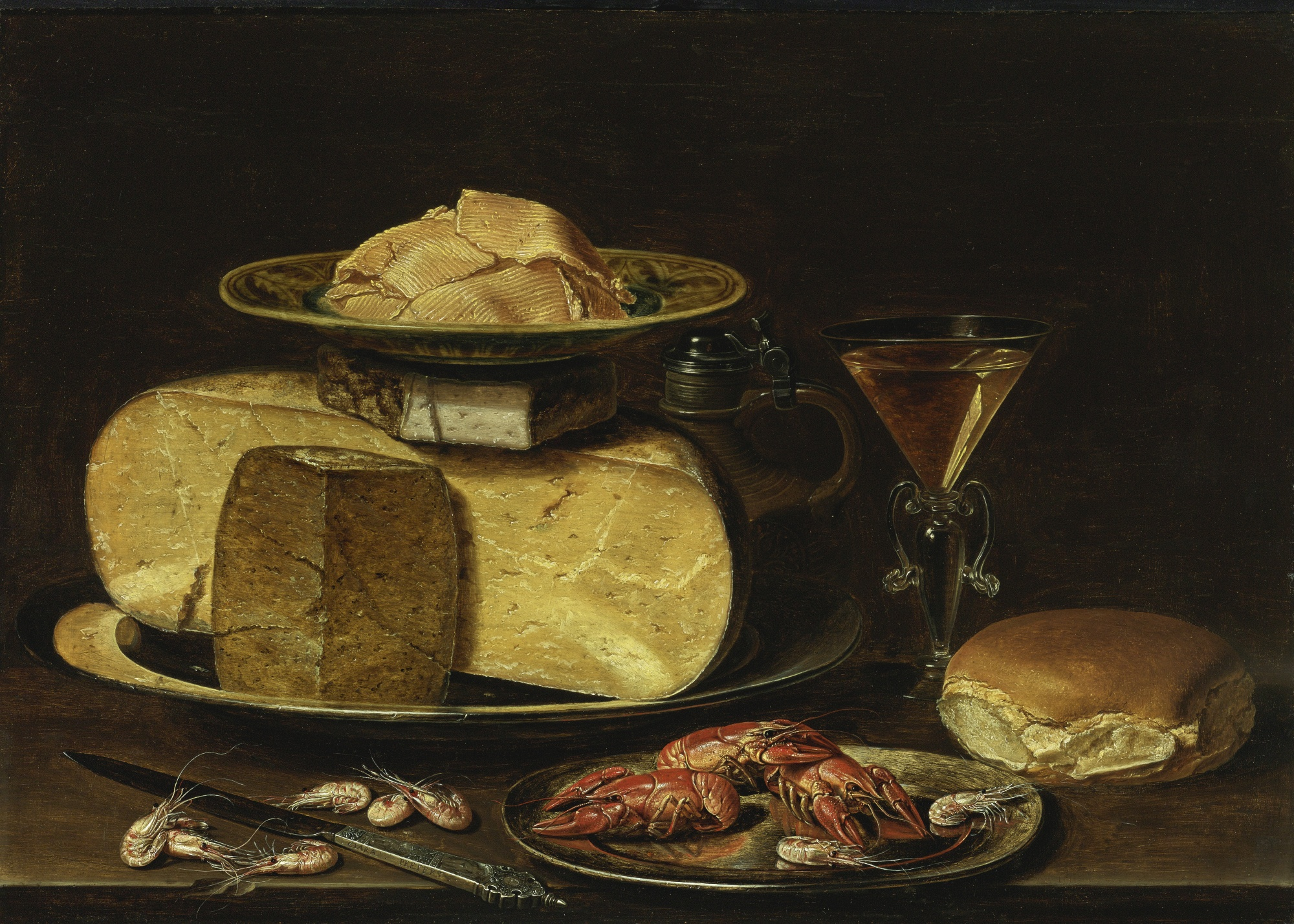
Composición similar con quesos, mantequilla, pan, vino y el cuchillo nombrado, y también camarones y cangrejos.